# دی کگ
دی کگ (انگلیسی: The Keg) شرکت رستوران‌های زنجیره‌ای کانادایی است، که در سال ۱۹۷۱ تأسیس شد.